# Indolizidin
Indolizidin ist eine chemische Verbindung aus der Gruppe der heterocyclischen Verbindungen, die den zentralen Kern der Indolizidin-Alkaloide wie Swainsonin und Castanospermin bildet. Sie ist das Perhydro-Derivat des Indolizin.